# I grandi della musica
I grandi della musica è stato un programma televisivo italiano, andato in onda in prima serata su Rai 1 per quattro puntate, il 21 novembre ed il 5, il 15 ed il 22 dicembre 2012, con la conduzione di Massimo Giletti, dall'Auditorium Rai di Napoli.
Autori erano lo stesso Giletti, Giancarlo de Andreis, Tiberio Fusco, Salvo Guercio, Lucia Leotta, Maria Cristina Maselli.

## Il programma
In ogni puntata veniva celebrato un grande artista della musica italiana scomparso, attraverso le testimonianze dei vari ospiti che si alternavano sul palcoscenico per raccontare aneddoti e interpretare le sue canzoni di maggior successo. Presenze fisse sono state quelle del critico musicale Mario Luzzatto Fegiz e del giornalista Marino Bartoletti.

## Serate
| Puntata | Messa in onda    | Titolo                        | Omaggio a        | Ospiti | Telespettatori | Share  |
| ------- | ---------------- | ----------------------------- | ---------------- | --- | -------------- | ------ |
| 1       | 21 novembre 2012 | Caro amico ti scrivo...       | Lucio Dalla      | Patty Pravo, Antonello Venditti, Gino Paoli, Roberto Vecchioni, Pierdavide Carone, Piera Degli Esposti e Sabrina Ferilli                                              | 4.064.000      | 14,89% |
| 2       | 5 dicembre 2012  | Emozioni... Pensieri e parole | Lucio Battisti   | Loretta Goggi, Ornella Vanoni, Patty Pravo, Alex Britti, Simone Cristicchi, Mario Biondi, Michele Zarrillo, Anna Tatangelo, Mara Maionchi, Stefania Sandrelli e Mogol | 4.246.000      | 16,12% |
| 3       | 15 dicembre 2012 | Penso che un sogno così       | Domenico Modugno | Massimo Ranieri, Gigliola Cinquetti, Toto Cutugno, Emma Marrone, Enrica Bonaccorti, Franco Migliacci, Lino Banfi e Gigi Proietti                                      | 4.691.000      | 20,18% |
| 4       | 22 dicembre 2012 | Per sempre Mia                | Mia Martini      | Loredana Bertè, Gigi D'Alessio, Mietta, Marco Masini, Anna Tatangelo, Enzo Gragnaniello, Piero Chiambretti, Valeria Marini e Mara Venier                              | 4.218.000      | 19,91% |